# Français manitobain
Ne pas confondre avec le français québécois et le français ontarien, d'autres variétés du français parlé au Canada.
Le français manitobain ou français du Manitoba est la variété de la langue française parlée par la majorité des francophones originaires du Manitoba, principalement par les Franco-manitobains. Il est à distinguer d’autres parlers français canadiens, tels que le français québécois et le français ontarien, qui sont linguistiquement distincts, ainsi que le français cadien et le français du Nouveau-Brunswick, bien que toutes ces langues aient pour origine le français européen.
En réalité, la francophonie manitobaine connaît une grande pluralité, à l’image de ses cousines des provinces de l’Ouest, qui ont des racines, autochtones amérindiennes et principalement du Québec, mais aussi pour une autre partie des locuteurs francophones du Manitoba, celles des Européens francophones, ce qui rend cette situation sociolinguistique unique au Canada. En effet, on remarque un contraste entre l’utilisation d’une langue plus formelle apprise à l’école et le maintien de trois variétés de français :
- le français des Métis notamment le métchif qui est une langue unique aux Métis de l’Ouest. C’est une langue mixte (ou « entrelacée ») constituée en partie de cri (verbes) et en partie de français (noms, adjectifs, déterminatifs),
- le québécois,
- les dialectes francophones d’Europe encore parlées dans les zones rurales et dans des situations informelles, dans le but d’exprimer différents sentiments d’identité.

Lors d'une enquête sur le terrain, en 1994, il a été noté que la minorité franco-manitobaine n’est regroupée qu’au niveau politique pour la sauvegarde de ses droits. Sur le plan sociolinguistique, en revanche, elle forme une mosaïque linguistique et identitaire, véritable microcosme de la situation nationale, ce qui nous autorise d’emblée à « mettre la francophonie manitobaine au pluriel ».

## Genèse des variétés de français au Manitoba
Lorsque l’on parcourt l’espace exigu de la francophonie manitobaine, on remonte automatiquement dans le temps, qui a forgé une identité linguistique et culturelle particulière.
L’histoire a laissé sa trace sur les mots et, inversement, la survivance de particularismes régionaux, dont nous allons donner les grands traits ici, est le reflet des différents peuplements de francophones du Manitoba, que sont les Métis, les Québécois, les Européens (dont les Français de l’Est de la France). La présence de ces derniers rend unique la situation sociolinguistique du Manitoba, (et par là même son étude) par rapport aux autres provinces franco-canadiennes qui n’ont qu’une souche, par exemple la souche québécoise en Ontario.
Autrement dit, il est étonnant d’observer encore de nos jours que, derrière le bloc que forme la minorité linguistique francophone pour revendiquer ses droits, il existe une diversité géolinguistique des Français entre la ville (Saint-Boniface) et les régions rurales (La Rouge, La Seine, La Montagne).

## Le «français de Saint-Boniface»
Cette dénomination renvoie à une réalité géolinguistique particulière. Saint-Boniface est la « capitale » francophone du Manitoba et en quelque sorte le fief des Franco-Manitobains. On y trouve concentrée toute l’activité de la communauté franco-manitobaine : sa représentation politique (la Société Franco-Manitobaine), ses associations culturelles (le Centre culturel franco-manitobain, etc.), ses médias francophones (Radio-Canada). En parcourant les pages du journal unilingue francophone, (La Liberté), il est surprenant de pouvoir les lire dans un français proche du français standard européen (à l’exception de quelques anglicismes comme l’aréna (stade sportif), mot francisé) malgré un environnement majoritairement anglophone. 
Saint-Boniface est également le lieu par excellence de l’enseignement du français, en raison de la présence séculaire du Collège universitaire de Saint-Boniface et des écoles franco-manitobaines ou mixtes où, là aussi, la transmission linguistique s’effectue dans un français normatif.
Dans les rues et en général, pour qui est habitué au français québécois, il apparaît d’emblée, aux niveaux lexical et phonétique, que le parler franco-manitobain en est sensiblement différent. En effet, il se rapprocherait plus du français standard européen que du français québécois, la forte présence de l’anglais en plus (interférences et intonations typiques).
L’anglais exerce également une pression lexicale sur ce français local, dont l’étude reste à faire. Ici, il est question de l'étude de la partie « française » du franco-manitobain, dans le but d’étayer des remarques formulées par les locuteurs rencontrés et exprimées ainsi par l’historien
franco-manitobain Antoine Gaborieau : « ce parler n’est pas uniforme à travers le Manitoba français : ici comme ailleurs, la langue diffère d’une région à l’autre, selon l’origine des habitants. L’accent de St-Claude [sic] se distingue de celui de St. Jean Baptiste
[sic] » (1985, p. 6).
Dans cette perspective, il est nécessaire de commencer par décrire ses fondateurs, les Métis de la rivière Rouge et leur parler particulier, le métis, qui ont participé à la construction linguistique et identitaire de la communauté franco-manitobaine.

## Le «français de la Rouge»
Ces locuteurs forment en effet la première souche francophone constituant la base de la population française du Manitoba, fixée sans doute au XVIIIe siècle par suite de l’arrivée de trappeurs ou de « coureurs des bois » partis de l’Est. Ils ont choisi de vivre comme et avec les tribus amérindiennes cries et ojibwées de l’Ouest du Canada. Au Manitoba, ils ont ainsi donné naissance à un nouveau groupe ethnique francophone : les Métis de la rivière Rouge, majoritaires dans la province qu’ils créèrent en 1870, grâce à Louis Riel, chef des Bois-Brûlés et fondateur du Manitoba (Giraud, 1945). Aujourd’hui encore, on peut rencontrer des Métis francophones dans quelques villages franco-manitobains (mais également dans les autres provinces de l’Ouest). De tous ces lieux, Saint-Laurent est l’unique village où les Métis francophones sont majoritaires.
L’un des signes caractéristiques de la survivance linguistique du métis est incontestablement ce qu’on appelle au Canada le mitchif (prononciation locale de métif). Son originalité linguistique est suffisamment attestée par de nombreux linguistes comme R. A. Papen (1987), J. Crawford (1983) et P. Bakker (1989).
On peut s’interroger sur la survivance (et aussi les raisons de l’oubli) du métis face à deux systèmes de norme qui lui ont été longtemps imposés et dont il a pâti. Le premier résulte de la politique gouvernementale, le second, du clergé. L’action du clergé,
qui visait à contrecarrer la norme de l’autre autorité, a consisté en effet à tenter de codifier la culture métisse en standardisant son expression linguistique afin de construire une identité exclusivement franco-catholique, rempart contre la société environnante.
Au regard des documents historiques sur ce phénomène, il est légitime de parler ici de comportements diglossiques des deux communautés francophones, où l’une (canadienne-française) s’est confortée en dominant l’autre (métisse) ; la première a ainsi imposé sa langue, dite de prestige, dans les domaines officiels (école, église), reléguant le métis au domaine familial. Par conséquent, beaucoup de Métis ont quitté l’école, ce qui explique la perte considérable des effectifs métis, qui se sont assimilés à la majorité anglophone et à la communauté franco-manitobaine.
Parler métis aujourd’hui symbolise la loyauté envers Louis Riel et les ancêtres qui ont souffert. Le métis a donc un rôle mythique, une fonction de référence à un passé révolu qui donne encore une identité à beaucoup de ses locuteurs.
La raison principale qui sous-tend l’idée d’une hiérarchie entre communautés est politique, car le clergé voyait chez les Canadiens français de « bons et riches catholiques francophones » et souhaitait peupler tout le pays de « petits Québecs ». C’est ainsi que jusqu’au XXe siècle, les Canadiens français vinrent renforcer une francophonie exsangue et constituent pour cette raison la plus forte proportion de francophones au Manitoba. Depuis cette époque, en effet, les Québécois et leur langue, transplantés au Manitoba, ont toujours exercé une forte présence, même si leur effectif est réduit
(par comparaison avec la venue massive d’immigrants anglophones de l’Ontario et de l’Europe, qui choisissent l’anglais à leur arrivée).

## Le «français de la Seine»
Jusqu’au XXe siècle, les Québécois constituent la seconde souche historique et même
la plus forte proportion de francophones au Manitoba, les Métis ayant fui la province, par suite des deux révoltes contre l’appropriation de leurs terres par les anglophones. Les villages franco-manitobains où les premiers immigrants se sont installés, comme La Broquerie, ont encore de nos jours une dominante québécoise et constituent aux yeux des habitants et du point de vue linguistique des « petits Québecs », comme le souhaitaient les oblats manitobains.
Si le franco-manitobain ressemble beaucoup au français québécois standard et commun (hormis le joual), la région de La Broquerie illustre toutes les différences que ces parlers ont entre eux. 
En effet, le parler des locuteurs originaires de La Broquerie possède les grands traits constitutifs du français québécois commun notamment dans lequel on note un peu plus de sacres que chez son voisin de Saint-Boniface (criss, crissé, etc).
Cette variation à l’intérieur de la minorité confine quelquefois à l’incompréhension entre francophones, comme nous le montrent les réflexions de témoins originaires de régions différentes. Ainsi, pour qui n’est pas originaire de La Broquerie, il peut être surprenant, par exemple, d’entendre parler de « col » pour désigner une cravate. Une autre région francophone aux particularismes lexicaux (marqueurs linguistiques et identitaires présents dans la conscience des locuteurs franco-manitobains) mérite un peu d’attention : celle de la Montagne, où deux villages (Saint-Claude et Notre-Dame-de-Lourdes) ont été fondés par un prêtre français : Dom Paul Benoît. Il s’agit de l’unique région située au sud-ouest de Winnipeg à avoir été peuplée par des francophones européens dont le parler particulier, ce « bel accent », continue d’être l’objet de témoignages louangeurs ; ce qui est un signe de l’insécurité linguistique qu’éprouvent certains Franco-Manitobains par rapport à ces francophones descendants de colons français.

## Le «français de la Montagne»
Les immigrants français, suisses et belges constituent la troisième souche de francophones qui ont peuplé le Manitoba et marquent ainsi l’originalité de la province. De 1890 jusqu’au début de la Première Guerre mondiale, ils viennent à la demande du clergé toujours soucieux de peupler les Grandes Plaines (jusqu’aux Rocheuses) d’une chaîne d’âmes francophones (Frémont, 1959).
Au point de vue linguistique, il a été prouvé (Papen, 1998, p. 16) que parmi les différentes caractéristiques phonétiques des diverses variétés linguistiques francophones du Canada, le parler d’une partie des descendants des Européens francophones localisés surtout dans l’Ouest canadien (la majorité s’étant assimilée à la langue anglaise et l’autre partie ayant adopté les normes canadiennes-françaises) se démarque du parler canadien-français en maintenant des traits du français standard européen.
Ce qui doit davantage retenir l'attention, c’est l’observation de l’évolution sociolinguistique des descendants de ces derniers. Saint-Claude et Notre-Dame-de-Lourdes, sont deux petits villages à dominantes européenne et française – dont les ancêtres sont partis en 1892 de leur terre natale : le
Jura. Tout comme la population métisse (à des degrés moindres), le patois jurassien (encore bien usité) a subi les effets nocifs d’une politique anglophone discriminatoire
(rappelons ici la loi de 1890 faisant de l’anglais la seule langue officielle de la province et celle de 1916 interdisant l’usage du français comme langue d’enseignement) ainsi que d’une répression à l’école de la part des chanoines réguliers de l’Immaculée-Conception. Pourtant, en 1992, les résultats d'une enquête ont démontré qu’ils ont réussi jusqu’à cette date à maintenir quelques traits linguistiques caractéristiques du patois jurassien.
Il est évident que peu de traces subsistent et le cas échéant, seulement dans le souvenir des plus âgés (de 60 à 90 ans) : ainsi, quelques mots prononcés par le père réapparaissent. Certes pendant leur jeunesse, ce patois était utilisé exclusivement en famille par quelques personnes et n’a jamais été transmis à la génération suivante. Ces survivances du patois jurassien sont d’ordre lexical : ainsi, arrête signifie être en cessation de travail ; pochon désigne une louche ; truffe ou triboles désignent des pommes de terre et groles s’emploie quand on possède de vieilles vaches (Marchand, 1993, p. 47). On ne peut expliquer ces survivances que par la présence d'un sentiment assez fort d’identité dont ces gens semblent être très fiers. Nous en voulons pour preuve le fait que Saint-Claude, village « français » par excellence, fête depuis plus d’un siècle le
14 juillet, et vient de se jumeler avec Saint-Claude dans le Jura.
De plus, l’histoire de la région atteste que le territoire de Haywood, à côté de Saint-Claude, hébergeait toute une communauté savoyarde. Il serait intéressant de réaliser sur cette communauté la même enquête que celle que effectuée sur les Jurassiens du Manitoba. Malheureusement, il existe très peu d’éléments permettant de confirmer cette hypothèse, mais le peu qui existent laisse entrevoir toutefois quelques perspectives.
Il en est de même pour le sud de Saint-Claude où se sont regroupés les Bretons qui, paraît-il, ont longtemps utilisé en famille leur langue maternelle. Selon les dires de la population de La Montagne, il subsisterait chez les habitants de Bruxelles, village du sud-ouest du Manitoba à dominante belge, des résidus de parler wallon et l’on retrouverait même transplanté chez eux le conflit linguistique avec le rival flamand.
En résumé, tout comme le métis (toutes proportions gardées), ces survivances de dialectes ou de patois ont actuellement une fonction de référence à une époque révolue qui en somme les fait vivre et qui demanderait tout un travail de systématisation minutieuse.
Le survol du paysage linguistique du Manitoba français révèle une minorité très active, car colorée par une multitude de relations conflictuelles entre francophones d’origines diverses que l’on peut définir par le terme de diglossie (intra-francophone), diglossie qui s’ajoute à celle, évidente et déséquilibrée, avec l’anglais. Cette situation conduit souvent à des enchâssements diglossiques variant selon les situations d’interactions, les catégories sociales, les représentations langagières.
Situé dans une zone interlectale, le franco-manitobain usuel est un parler métissé, encore empreint des variétés comme certains dialectes français, intégrant beaucoup d’anglicismes, mais aussi de la partie la plus normative du français du Manitoba. Il se trouve donc dans une situation médiane, à l’interface entre l’anglais, vis-à-vis duquel il représente une variété (linguistique) basse et les autres variétés de français, vis-à-vis desquelles il apparaît comme une variété haute. On comprend mieux combien ces locuteurs se situent dans une position inconfortable puisqu'ils semblent linguistiquement tiraillés entre deux pôles, à l’image de leur identité difficile à cerner, pour eux et pour nous. Cependant, malgré cet état intermédiaire – ou grâce à lui –, le franco-manitobain s’est maintenu depuis le XVIIIe siècle dans le « pays de Riel ». On est même en droit de se demander si ce n’est pas ce paradoxe qui contribue à stabiliser une langue minoritaire (et minorisée) confrontée à une langue véhiculaire qui couvre presque tous les domaines d’utilisation.